# 黄花黄猄草
黄花黄猄草（学名：Championella xanthantha），为爵床科黄猄草属下的一个植物种。